# 末日之戰2
《末日之戰2》是一款由Crytek開發，EA发行的科幻題材的第一人稱射擊遊戲。游戏于2011年3月在Microsoft Windows、PlayStation 3和Xbox 360平台发行。本作为孤岛危机系列的第二部正传，2007年《孤岛危机》的續作，于2009年6月1日正式公布。本作也是首款使用CryEngine 3引擎制作的游戏。玩家将扮演海军陆战队队员阿卡特茲，成为“先知”击退异形并拯救人类世界。
游戏剧情由科幻作家理查德·摩根撰写，游戏改编的小说由科幻作家彼得·沃茨写作。續作《末日之戰3》已于2013年2月發行。
2021年，《末日之戰 2 復刻版》发布，並且登陸Nintendo Switch、 PlayStation 4、 Windows和Xbox One。

## 游戏玩法
《孤岛危机2》是一款第一人称射击游戏，玩家将扮演海军陆战队队员阿卡特茲（Alcatraz）。和前作一样，游戏可定制武器和能力。Crytek希望避免将游戏再次设定在丛林环境中（如孤岛危机和孤岛惊魂），此前纽约一直被冠以“都市丛林”的称号。城市的环境可提供新的作战计划，玩家可在地面、建筑和被摧毁的地区行进。

### 单人游戏
玩家将操控海军陆战队队员阿卡特茲，他从一代游戏的三角洲部队军官“先知”劳伦斯·巴恩斯（Laurence Barnes）那里获得了纳米生化装2.0。CryNet系统已被告知杀死先知来回收生化装，他们不经意间追查到了阿卡特茲，并认为他就是先知。前作的外星人被重新设计，将触角装甲换成了高科技人形装甲。Crytek表示他们意图超越前作的图形和玩法，同时具有较低的系统需求，并支持真正的3D技术。
新的纳米服支持更多强化功能，但功能被简化，玩家可轻松使用多种模式，这与一代仅可使用单一模式不同。旧纳米服的力量和速度模式已合并为电源模式；望远镜功能升级为先进的战术模式；隐形装置更名为匿踪模式，允许增强感觉探知和无声击杀;装甲模式并无太大变化，依然会减慢速度，加速能量消耗。游戏中有两个指标，一个指标将纳米服的状态用线框显示，另一个则显示纳米服的全部状态。

### 多人游戏
2014年4月14日，因GameSpy将于5月30日关闭其服务器，Crytek宣布PC版的多人模式将终止。

## 情节

### 设定
故事發生在西元2023年，也就是一代遊戲的三年後，紐約市正受到看起來獨特又令人驚恐的外星生物攻擊，它們具備致命的武器、驚人的感知能力與智慧。游戏一开始就爆发了大规模的“曼哈顿”病毒，病毒可导致细胞破裂。这引起了内乱和Ceph领导的外星军团入侵的恐慌。Ceph是前作中一个具有触手类似章鱼的外星种族。由于纽约社会秩序的破坏，曼哈顿宣布戒严，并依照美国国防部的合同集结了一支由私人军事服务公司Crynet组织的Crynet Enforcement & Local Logistics（简称CELL）军队。

### 劇情
美国海军陆战队武装侦察部队乘坐鹦鹉螺号核潜艇前往纽约救援可能掌握对抗异形关键信息的前Crynet公司雇员内森·古德博士（Nathan Gould），但Ceph击沉了潜艇，三角洲部队的少校劳伦斯·巴恩斯（先知）救起了一位士兵阿卡特兹，因其自身感染异形的“曼哈顿病毒”，所以先知被迫脱下纳米战斗服给阿卡特兹穿上，随即开枪自杀。阿卡特兹要完成先知的使命，拯救人类。因先知感染了曼哈顿病毒，所以CELL指挥官多米尼克·洛克哈特（Dominic Lockhart）下令抓捕先知。古德博士也与先知取得联系，他们都把阿卡特兹当作了先知。阿卡特兹与古德碰面后，古德了解了先知的事情，告诉阿卡特兹纳米服可把异形的组织同化为自身所用，这也是解决异形入侵的关键所在。这时，CELL发现了他们，于是他们逃到华尔街的Crynet基地，古德对阿卡特兹进行扫描，发现他全身都是致命伤，纳米服在维持他的生命。在扫描时，CELL士兵及指挥官洛克哈特和塔拉·斯特里克兰中尉（Tara Strickland，在前作牺牲的美国海军陆战队少校斯特里克兰的女儿）闯入，将两人带走。CELL将两人送入飞行器时，遭到Ceph的袭击。纳米服在孢子武器攻击下失效，但被Crynet高管雅各布·哈格里夫（Jacob Hargreave）远程重启。正是这位百岁老人吸收异形科技发明了纳米战斗服。
美国国防部计划摧毁城市的防洪大坝，消灭曼哈顿下层的Ceph。阿卡特兹被大水冲走，随后碰到在核潜艇袭击事件中幸存的战友奇诺。海军陆战队在他的帮助下掩护平民前往中央车站，撤离曼哈顿。哈格里夫联系到阿卡特兹，指出战斗服正在重写代码以便产生能与Ceph科技交流的接口，要求阿卡特兹和海军陆战队前往“哈格里夫-罗许”公司。到达后大楼被Ceph袭击，建筑物被水淹没，阿卡特兹没能进入实验室。在中央车站，阿卡特兹与古德重逢，但古德的离奇逃脱，也让海军陆战队的巴克利上校对他产生怀疑，并猜测是斯特里克兰中尉故意释放了古德。经过激烈的战斗，他们成功让大部分平民撤离。中央车站倒塌后，阿卡特兹和没能撤离的海军陆战队员前往时代广场。在时代广场，纳米战斗服和Ceph科技进行融合，使附近的異形全部自毁，拯救了人类。
之后， 哈格里夫让阿卡特兹前往罗斯福岛，并且渗透到一个叫做“棱镜”的建筑。在岛上阿卡特兹杀死了领导CELL的洛克哈特。但当阿卡特兹到达棱镜时，却被哈格里夫抓住，原来哈格里夫想独自穿上纳米服拯救人类。纳米服由于和阿卡特兹深度融合，无法从阿卡特兹身上分离。在强制剥离过程中，阿卡特兹被塔拉救起，她透露自己的真实身份是CIA特工，正是她让侦察部队前往纽约。阿卡特兹于是开始寻找哈格里夫，在哈格里夫的办公室，通过一个巨大的屏幕，哈格里夫告诉阿卡特兹，正是他最先在通古斯发现了Ceph。他把自己冷冻了一个世纪，期间仅通过计算机让自己的神经与外界联系。哈格里夫最终发现自己无法抵抗Ceph，于是把能够完善纳米战斗服的升级针剂交给了阿卡特兹。随后，Ceph进攻罗斯福岛，哈格里夫触发定时炸弹，让整个建筑自毁。他还说服CELL不要再与阿卡特兹为敌。阿卡特兹逃到皇后大桥时坠入水中。在曼哈顿的岸边，阿卡特兹与塔拉中尉、古德博士、战友奇诺重逢。
巴克利上校通知阿卡特兹，美国战略司令部决定向曼哈顿岛投掷核弹以彻底根除Ceph，而不顾核弹可能造成的危害。阿卡特兹和队员前往异形中心时，一座尖塔拔地而起，使地面上的中央公园悬浮在空中。在海军陆战队的支持下，阿卡特兹登上了中央公园，完善后的纳米战斗服，使孢子对异形产生剧毒，从而杀死了纽约所有的异形。几天后，城市开始逐渐恢复。跳入尖塔的阿卡特兹在昏迷状态下与纳米服里的先知进行精神交流，先知说，尽管纽约之战胜利了，但是战争远未结束。因为史前物种Ceph不仅在灵山和纽约建立了地下基地，世界各地还有许多基地。纳米服重启后先知的记忆被整合到阿卡特兹的大脑中。阿卡特兹在中央公园苏醒后，收到了卡尔·恩斯特·罗许（Karl Ernst Rasch，哈格里夫-罗许生物科技公司的另一位创始人）的讯号，并询问他的名字。阿卡特兹爬出废墟，第一次说出了游戏开头先知说过的话：“他们叫我先知 。”

## 开发
2009年6月1日，《孤岛危机2》于E3 2009公布，游戏早在2007年即开始开发。本作由开发前作的德国工作室Crytek Frankfurt联合Crytek英国开发，并且首次使用了新的游戏引擎CryEngine 3。Crytek发挥了他们的技术专长，力求延续在视觉上令人印象深刻的游戏的美誉。游戏的PC版支持DirectX 9，附加了DirectX 11的选项。在玩家长期的猜测后，Crytek宣布他们“正在努力发挥DX11的最大特性”。2011年游戏在PC进行图形测试时，《孤岛危机2》的画面就已超越前作。
Crytek声称《孤岛危机2》可支持最好的显卡，Nathan Camarillo说《孤岛危机2》有着“你见过的最佳的画面”，制作组预计游戏会提供一个“与众不同的游戏体验”。Crytek的老板Cevat Yerli称游戏的敌人AI是有史以来最智能的。
Camarillo说“我们要做出最好的游戏，评价要超过90分，这样才对游戏公平”。Camarillo接着说“90%的评分并不一定适用于《孤岛危机2》和其他FPS的竞争，但我认为那你必须得到90+，这样才能在竞争中占有优势。游戏的质量如此之高，开发商和发行商投入了如此多的精力。如果你想要被大家认可，不论体裁，你需要创造出尽可能高质量的产品，否则任何事情都不会被人注意到。”他还表示现在的FPS游戏需要“优秀的多人模式”，“我不认为游戏一定要用多人模式来延长游玩时间，还是有很多没有多人模式但做得不错的游戏，但这需要以游戏的体裁来定。对于FPS游戏，只有模式非常独特时你才会真正想要买它，这取决于你想要进入的游戏平台和市场。“Camarillo仍然认为《孤岛危机2》的多人模式是独一无二的，“本作不同于其他FPS游戏的地方在于超级战士可在任何时间隐身，因此它与现代军事射击游戏不同，它与《光环》也不同。游戏有很强的可操作性，在城市环境中，你可以跳跃、滑行、攀爬，可以做到其他多人游戏无法提供的功能。”
2010年5月，Epic Games的Mike Capps称在Crytek尚未发行游戏机游戏的前提下，他对人们将其看做提供跨平台引擎的公司感到惊讶。2011年1月，Crytek的首席执行官Cevat Yerli说没有其他游戏引擎可用于《孤岛危机2》，CryEngine 3可应对“几乎任何游戏”，称其竞争对手Epic Games的虚幻引擎无法应对《孤岛危机2》。

## 营销与发行

### 泄露版
2011年2月11日，游戏的测试版被泄露在多个BT网站上。报告指出泄露的测试版是一个具有大部分功能的开发者版本，编译于2011年1月13日。泄露版内含完整单机流程和多人部分，但存在许多漏洞，经常会卡死，且仅支持DX9。Crytek发布声明称公司对这样的侵权行为“非常失望”，称这是在“破坏PC游戏市场”。一些评论员表示，Crytek的说法很奇怪，因为游戏并未发布PC试玩版。而且，泄露的测试版的来源几乎可以肯定是内部员工。2011年2月14日，Crytek发布了一份Cevat Yerli的声明，称尽管他们对泄漏事件感到失望，但Crytek仍受到了许多支持。他们可以向社区保证，PC游戏对他们非常重要，无论是现在还是未来。
游戏制作人Nathan Camarillo称《孤岛危机2》的泄露版是工作室不希望人们看到的“一个劣质版本”。2012年初，PC Gamer报道指出《孤岛危机2》是2011年盗版最多的PC游戏，有390万下载量。

### 零售版
2010年8月17日，EA宣布游戏将有两个特别版：限量版与纳米版
。
《孤岛危机2》的限量版与普通版本同价，但数量有限。游戏开始会赠予玩家经验值，“使玩家立刻提升到五级，可提早使用武器装备预设”，并提供SCAR的数码迷彩皮肤、全息诱饵附件以及独特的白金狗牌。
《孤岛危机2》纳米版只可通过预购获得，在限量版的基础上使用钢铁包装盒，并有游戏主角的11英寸雕像（站在纽约黄色出租车上）、漫画书、以游戏中的超级套装为蓝本的纳米背包等。纳米背包大到足以容纳17英寸的笔记本电脑。2010年9月26日，纳米版在EA网站上开启预购，售价$149.95，在2011年3月前售罄。在游戏正式发售后，纳米版的发货有些延迟，EA给受影响的客户七五折的优惠券和免费的《孤岛危机2》限量版作为补偿。
2012年5月，《孤岛危机2：极限版》在PC上发布，包括游戏主体和之前所有的DLC及奖励，并附有高清材质包。

### 多人演示
2011年1月25日，EA和Crytek推出《孤岛危机2》的多人演示模式，Crytek宣布该模式只开放到2月4日。该演示仅限Xbox 360的黄金会员下载，不过Crytek于1月27日确认PC将推出多人演示。演示中含地图“Skyline”和“Pier 17”以及两个多人游戏模式：团队立即行动（Team Instant Action）和坠落点（Crash Site）。团队立即行动让两支团队进行死亡竞赛，而在坠落点中玩家需要防御类似控制点的Ceph Drop Pods。在多人演示模式发布的几个小时内，许多玩家称与游戏断开连接，在加载时崩溃。Crytek发表声明称Xbox的多人演示遇到“技术问题”，并已修复了PC演示模式的大部分问题。当前的试玩版依然存在一些漏洞，但大多不会影响游戏体验。
当提到PlayStation Universe时，游戏制作人Nathan Camarillo说PlayStation 3游戏“或许可成为希望之一”。“我们希望越来越多的人玩孤岛危机”他补充说，“我不能透漏太多，我们还没公布演示呢。”Camarillo接着说从预发布的演示上可以看出，PS3和Xbox 360的游戏质量不会有区别。2011年2月24日，Crytek发布游戏在PlayStation 3运行的画面。视频结尾证实，多人测试版已在开发中，但PS3测试的日期并未公布。
2011年3月1日，《孤岛危机2》的第二次多人演示在PC和Xbox 360推出，PS3的试玩将“很快”推出。包括第一版漏洞的修复，将地图“Pier 17”加入Xbox版本和PC版中。PC游戏玩家谈到PC上仍残存Xbox 360版的痕迹，如按“start”开始游戏，配置游戏亮度时显示“调整电视设置”。另据报道，PC版发布时将不会支持DirectX 11，此功能会由一个“后续发布”的补丁来实现。2011年4月8日，Crytek称支持DirectX 11的补丁正在开发中。
2011年3月15日，多人演示在PlayStation Network发布，精选了Xbox 360试玩版的地图“Skyline”和“Pier 17”。3月18日，因连接延迟，游戏服务器被关闭且试玩版从商店下架。Crytek表示他们已经“确定了根本原因，并决定关闭PS3试玩版......以确保在下周游戏发行前解决所有问题”，因为他们的首要任务是“确保最终产品在推出时是完美的”。

### DLC
2011年5月11日，第一个DLC公布，名为《孤岛危机2：报复》（Crysis 2: Retaliation），包含四张新的多人游戏地图，于2011年5月18日在PC、PlayStation 3和Xbox 360平台发售。2011年6月14日，第二个地图包“杀戮（Decimation）”在PC和Xbox 360平台发售，包含五张新地图及两个新式武器（FY71突击步枪和M18烟雾弹）。“杀戮”分别于6月28日和6月29日在北美和欧洲发布。

## 評價
| 汇总媒体     | 得分                                   |
| ------------ | -------------------------------------- |
| GameRankings | (PC) 85.68% (X360) 85.50% (PS3) 85.21% |
| Metacritic   | (PC) 86/100 (PS3) 85/100 (X360) 84/100 |

| 媒体          | 得分   |
| ------------- | ------ |
| Eurogamer     | 8/10   |
| Game Informer | 9/10   |
| GamePro       | [ 56 ] |
| GameSpot      | 8.5/10 |
| GameSpy       | [ 58 ] |
| IGN           | 9/10   |
| 官方Xbox杂志  | 9/10   |
| PC Gamer美国  | 89     |
| X-Play        | [ 62 ] |

《孤岛危机2》受到了比较正面的评价。评论者称赞了游戏的图形设计和主角的纳米战斗服，批评了游戏剧情的线性玩法，称其不如前作以及Crytek广受好评的作品《孤岛惊魂》。评分汇总网站GameRankings和Metacritic的评分分别为：PC版85.68%和86/100；Xbox 360版85.50%和84/100；PlayStation 3版85.21%和85/100。
官方Xbox杂志给予游戏9/10分，称游戏在线上“会遇到的一些最令人兴奋、满意的行动”，单人战役的庞大场面也给人留下了深刻印象。Gamereactor给予游戏9/10分，指出“游戏设计了原始丛林和到处是断壁残垣的纽约这两种令人兴奋的场景对比”。另一方面，评论员批评了游戏的故事，称“游戏对话经常让人感到不当，人物表现平淡无趣，Crytek明显受到《半条命2》的启发，尽管他们野心很大，但他们从未达到维尔福的高度。”“这只是一个耻辱而不能被称为最好的动作游戏”。《每日电讯报》认为游戏大量借鉴比游戏更为线性的《使命召唤》系列的枪械，称游戏为一场“被堵塞”的经历。报纸还批评了敌人的“残暴的”AI，“成问题”的声音和“平淡”的多人模式。
官方Xbox杂志对PlayStation 3版的评分为8/10，称游戏“技术过硬，视觉突出，充满新点子”“开发商Crytek将游戏的硬件要求推向顶峰，其在PS3上的首秀是一流的，”“它不只是看起来好，它是不同的，在使命召唤和荣誉勋章不断使用深卡其色的背景后，弯曲的尖塔和绿色城市空间融合的曼哈顿令人耳目一新。。
和孤岛危机一代允许用户更改各种图形设置不同，《孤岛危机2》发布时提供的图形选项较少。但是，DX11和高级选项功能在1.8版中得到添加，并与高清材质补丁一同发布。高清材质补丁可以DX9或DX11模式下使用（显卡必须拥有768 MB或更大显存），但仅支持64位操作系统。
截至2011年6月30日，《孤岛危机2》全平台销量超过300万，低于《孤岛危机》的PC销量。
2012年4月，游戏在Deutscher Computerspielpreis展会上获“最佳德国游戏”的称号。